# Andrés de Concha

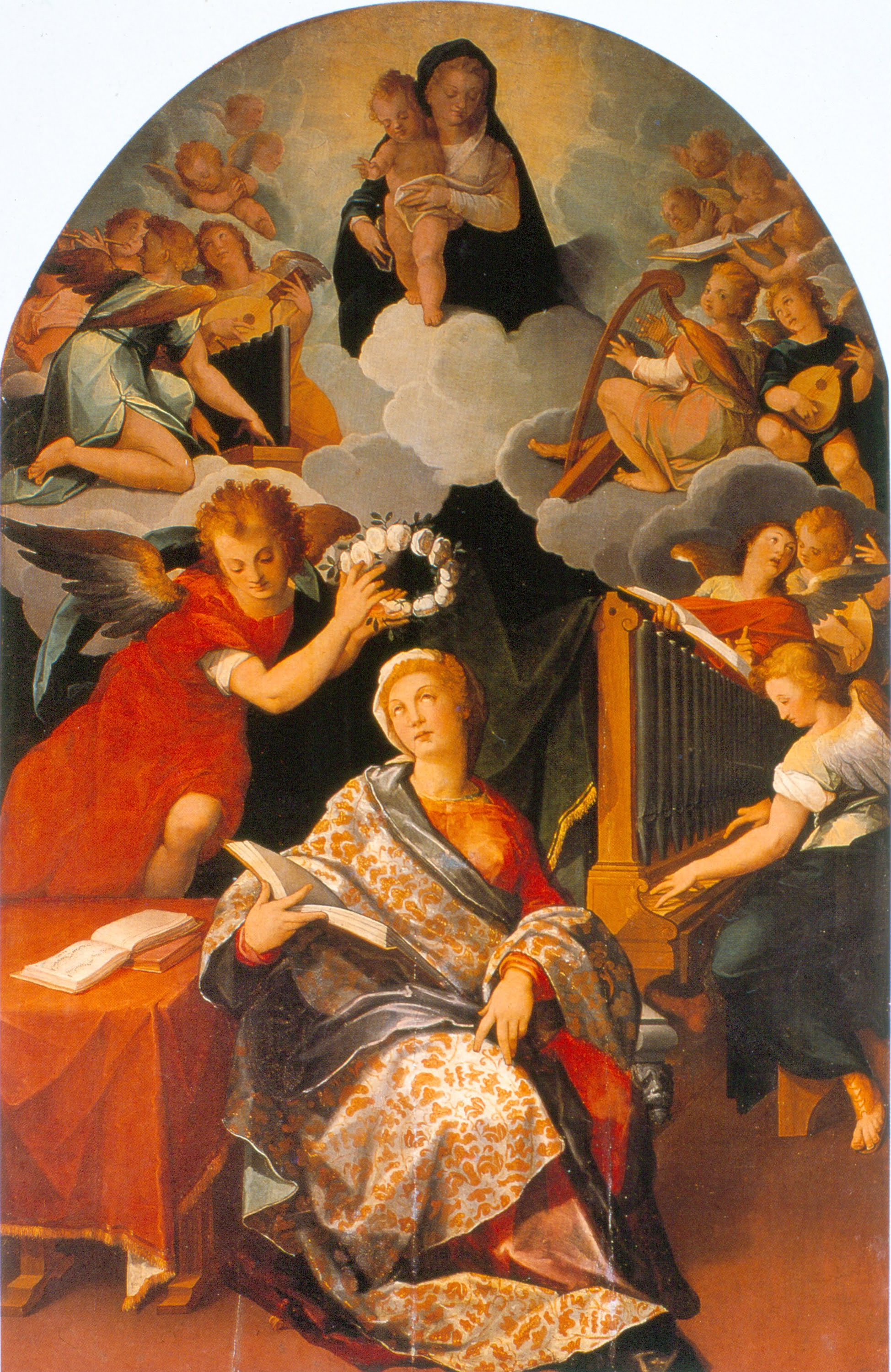
Andrés de Concha – hl. Cäcilia

Andrés de Concha (* um 1550 in Sevilla; † 1612 in Oaxaca, Mexiko) war ein spanisch-mexikanischer Maler und Architekt. Neben Simon Pereyns, mit dem er auch zeitweise zusammengearbeitet hat, war er einer der ersten und bedeutendsten europäischen Maler im Vizekönigreich Neuspanien.

## Leben
Leben und Werk Andrés de Conchas liegen weitgehend im Dunkeln. Im Jahr 1567 unterzeichnete er – noch in Spanien – einen Vertrag über die Fertigung eines Altarretabels für das Dominikanerkloster von Yanhuitlan in Oaxaca. Ein Jahr später trat er die Schiffsreise nach Neuspanien an. 

## Werk
Aus erhaltenen Dokumenten geht hervor, dass Andrés de Concha an der Planung und Ausmalung mehrerer mexikanischer Renaissance-Altarretabel mitgewirkt hat, darunter die Retabel der Missionskirchen von Coixtlahuaca, Tamazulapan, Teposcolula, Santo Domingo de Guzmán im Bundesstaat Oaxaca und Huejotzingo im Bundesstaat Puebla – nur der letztere ist weitgehend erhalten. Darüber hinaus werden ihm mehrere Einzelbilder zugeschrieben, die jedoch auch als ehemalige Teile von Retabeln angesehen werden können.
Sein Wirken als Architekt erschließt sich aus Urkunden, in denen er als obrero mayor oder maestro mayor beauftragt wird – so u. a. für die Kathedrale von Mexiko-Stadt.